# 이반 아센 3세
이반 아센 3세(불가리아어: Иван Асен III)는 1279년에서 1280년까지 불가리아의 차르였다. 그는 미초 아센과 이반 아센 2세의 딸 마리아 사이의 아들이다. 그는 1259년 혹은 1260년에 태어나 1303년에 죽었다.

## 생애
이바일로의 난을 보고 그 파급 효과를 두려워 한 미카일 8세는 이반 아센 3세를 그의 궁정으로 데려와 데스포트 직위를 수여하고 그의 딸 이레네와 1277년 혹은 1278년 경 결혼시켰다. 미카일 8세는 비잔티움 군대와 함께 이반 아센 3세를 불가리아로 보냈다. 비록 이바일로는 이들을 격파하였으나 미카일 8세의 몽골 동맹군에 의해 드러스터르의 요새에 3달 간 포위당하였다. 그 사이 이반 아센 3세는 터르노보를 포위하였고, 이바일로가 죽었다는 소문을 들은 귀족들은 1279년 그에게 항복하고 황제로 받아들였다.
터르노보에서의 그의 지위를 강화하기 위해 이반 아센 3세는 그의 누이 키라 마리아를 쿠만족 출신의 귀족 게오르기 테르테르와 결혼시켰으나, 그는 국가적으로 인정받지 못하였다. 이바일로는 포위를 뚫고 다시 나타나 이반 아센 3세의 비잔티움 지원군을 두차례 격파하였다. 이바일로의 승리에 겁에 질린 이반 아센 3세는 그의 아내 이레네와 함께 궁전의 보물들을 가지고 도망쳤다. 메셈브리아에 이르러 콘스탄티노폴리스에 이르자, 분노한 미카일 8세는 그들의 겁많음을 비난하며 며칠 간 받아들이지 않았다.
1280년 이반 아센 3세는 킵차크 칸국으로 가서 불가리아로의 복귀를 도와달라고 노가이 칸에게 요청하였고, 그곳으로 망명한 이바일로와 다투었다. 노가이 칸은 이바일로를 죽였으나, 이반 아센 3세는 불가리아로 돌아가지 못하였다. 이반 아센 3세는 그의 가족들이 있던 트로아드로 복귀하여 1303년에 죽었다.

## 가족
이반 아센 3세와 이레네 팔라이올로기나는 비잔티움 제국 내의 영향력 있던 가문인 아산 가문(혹은 아사네스)의 시조가 되었고, 이 가문은 비잔티움 제국이 멸망할 때까지 고위 귀족층으로 존재했다. 이반 아센 3세의 후손 중 한명인 이레네 아사니나는 비잔티움 황제 요한네스 6세와 결혼하였고, 그들의 딸인 헬레나는 역시 비잔티움 황제였던 요한네스 5세와 결혼하였다.
이반 아센 3세와 이레네의 자식들은 다음과 같다.
1. 미카일 아산, 불가리아의 명목 상의 황제.
2. 안드로니코스 아산, 요한네스 6세의 부인 이레네 아사니나의 아버지.
3. 이사키오스 아산.
4. 마누일 아산.
5. 콘스탄티노스 아산.
6. 테오도라 아시니나.
7. 마리아 아사니나.

## 참고 문헌
- John V.A. Fine, Jr., The Late Medieval Balkans, Ann Arbor, 1987.

| 전임 이바일로 | 제2차 불가리아 제국의 차르 1279년 ~ 1280년 | 후임 게오르기 테르테르 1세 |